# Phường 2, Tân An
Phường 2 là một phường cũ thuộc thành phố Tân An, tỉnh Long An, Việt Nam.

## Địa lý
Phường 2 nằm ở trung tâm thành phố Tân An, có vị trí địa lý:
- Phía đông giáp Phường 1
- Phía tây giáp Phường 6
- Phía nam giáp Phường 4
- Phía bắc giáp Phường 5.

Phường 2 có diện tích 1,39 km², dân số năm 2022 là 17.093 người, mật độ dân số đạt 12.297 người/km².

## Hành chính
Phường 2 được chia thành 8 khu phố: 1, 2, 3, 4, 5, 6, 7, 8.

## Lịch sử
Năm 1976, thành lập Phường 2 thuộc thị xã Tân An trên cơ sở một phần của xã Bình Lập của quận Bình Phước (huyện Châu Thành hiện nay).
Ngày 24 tháng 8 năm 2009, Chính phủ ban hành Nghị quyết số 38/NQ-CP về việc thành lập thành phố Tân An thuộc tỉnh Long An. Phường 2 trực thuộc thành phố Tân An.
Ngày 24 tháng 10 năm 2024, Ủy ban Thường vụ Quốc hội ban hành Nghị quyết số 1244/NQ-UBTVQH15 về việc sắp xếp đơn vị hành chính cấp xã của tỉnh Long An giai đoạn 2023 – 2025 (nghị quyết có hiệu lực từ ngày 1 tháng 12 năm 2024). Theo đó, sáp nhập toàn bộ 1,39 km² diện tích tự nhiên và quy mô dân số là 17.093 người của Phường 2 vào Phường 1.